# Troy Baker
Troy Edward Baker (Dallas, Texas, 1 de abril de 1976) es un actor de voz y músico estadounidense, conocido por interpretar a los personajes principales de varios videojuegos entre ellos Joel Miller coprotagonista de la saga The Last of Us.
Sus actuaciones más conocidas son como Paz, coprotagonista y narrador en Metal Hellsinger, Delsin Rowe en InFamous Second Son, Joel en The Last of Us, Higgs en Death Stranding, Kanji Tatsumi en Persona 4, Booker DeWitt en BioShock Infinite, El Joker en Batman: Arkham Origins, Batman en varios videojuegos, Revolver Ocelot en Metal Gear Solid V: The Phantom Pain, Samuel Drake en Uncharted 4, Rhys en Tales from the Borderlands, Pagan Min en Far Cry 4 y Yuri en Tales of Vesperia.
También expresó en una serie de adaptaciones en inglés de espectáculos de anime japoneses, incluyendo Basilisk, Trinity Blood, Fullmetal Alchemist, One Piece, Bleach y Naruto: Shippuden.
Antes de enfocarse con la carrera de actuación, Baker fue el cantante y guitarrista de la banda de rock independiente Tripp Fontaine, que lanzó el sencillo de radio "Burning Out" de su álbum de debut Random Thoughts on a Paper Napkin en el año 2004. Su primer álbum en solitario, Sitting in the Fire, fue lanzado el 14 de octubre del año 2014. El 6 de octubre de 2017, Baker y la banda de acompañamiento de Sitting in the Fire lanzaron un segundo álbum llamado Moving Around Bias bajo el nuevo nombre Window to the Abbey.

## Carrera
Baker comenzó su carrera de actuación de voz haciendo anuncios de radio en Dallas. Fue reclutado por Christopher Sabat para hacer un trabajo de doblaje en Funimation para la adaptación en inglés del anime Case Closed. Luego pasó a trabajar con animes como Bleach, Dragon Ball Z, Fullmetal Alchemist, Fullmetal Alchemist: Brotherhood, Naruto, Naruto: Shippuden y One Piece. Cuando se mudó a Los Ángeles, comenzó a trabajar en series animadas basadas en Marvel, donde proporcionó la voz de varios personajes de The Avengers: Earth's Mightiest Heroes, con Ojo de halcón y Loki en Ultimate Spider-Man y Avengers Assemble.
Su carrera en la industria de los videojuegos comenzó cuando él interpretó a Matt Baker en Brothers in Arms de Gearbox Software. En una entrevista con The Griff, Baker dijo que "estaba empezando a ser necesario que los actores se involucraran [en el juego], así que me metí en eso y literalmente tropecé de un trabajo al siguiente. Esa fue mi primera clase. El efecto bola de nieve." Sus papel más notable se produjo en 2013 cuando hizo la voz de Booker DeWitt en la entrega de Irrational Games, BioShock Infinite y realizó la captura de la voz y el movimiento de Joel en el videojuego de la compañía Naughty Dog, The Last of Us. Ambos juegos fueron aclamados por la crítica, obteniendo puntajes de más del 90% en GameRankings y Metacritic, y un gran éxito comercial. Baker fue nominado para ambos roles en el VGX 2013 y terminó ganando por The Last of Us. Baker trabajó nuevamente con Naughty Dog para Uncharted 4, junto a Nolan North interpretando al hermano mayor de Nathan Drake, Sam. Volvió a repetir el papel en Uncharted: The Lost Legacy.
En 2011 se convirtió en la voz de Siris, el héroe de la exitosa serie móvil Infinity Blade de Chair Entertainment, y en 2014 la voz de Talión, el protagonista de La Tierra Media: Sombras de Mordor, que obtuvo una calificación de 9.3 en IGN. También expresó a Ace (Experimento 262) en el doblaje en inglés del anime Stitch. Entertainment Weekly lo ha incluido en su edición Best of 2013 al mejor actor destacado en la industria de los videojuegos por su actuación como Joel en The Last of Us, Booker DeWitt en BioShock Infinite y El Guasón en Batman: Arkham Origins. Es uno de los pocos actores que interpretó a Batman (Lego Batman 2: DC Super Heroes, Lego Batman 3: Beyond Gotham, Lego Dimensions, Batman: The Telltale Series y Batman: The Enemy Within), El Joker (Batman: Arkham Origins). y las tres iteraciones principales de Robin (Batman: Arkham City, Injustice: Dioses entre nosotros y Batman: Arkham Knight).

## Vida personal
Baker y su esposa, Pamela Walworth, dieron la bienvenida a su primer hijo, un hijo llamado Traveler Hyde, en 2018.

## Filmografía

### Anime
| Año  | Serie                                 | Rol                             | Notas                                           | Fuente        |
| ---- | ------------------------------------- | ------------------------------- | ----------------------------------------------- | ------------- |
| 2004 | Detective Conan                       | Gin, Otros                      | Primer rol de voz en anime                      | [ 11 ]        |
| 2005 | Gunslinger Girl                       | Alfonso                         |                                                 | [ 22 ]        |
| 2005 | Baki the Grappler                     | Katou, Rob Robinson             |                                                 | [ 23 ]        |
| 2005 | The Galaxy Railways                   | Wataru Yuuki                    |                                                 |               |
| 2005 | Fullmetal Alchemist                   | Frank Archer                    |                                                 | [ 24 ]        |
| 2005 | Yu Yu Hakusho                         | Shunjun                         | Eps. "Despertando a los perdidos" y "La prueba" |               |
| 2006 | Desert Punk                           | Makoto                          |                                                 | [ 25 ]        |
| 2006 | Negima!                               | Nagi Springfield                |                                                 |               |
| 2006 | Basilisk: The Kōga Ninja Scrolls      | Kouga Gennosuke                 |                                                 | [ 26 ]        |
| 2006 | Trinity Blood                         | Abel Nightroad                  |                                                 | [ 27 ]        |
| 2006 | MoonPhase                             | Count Kinkel                    |                                                 | [ 28 ]        |
| 2006 | Ergo Proxy                            | Kazkis Hauer, Soldado B         | Ep. 9                                           |               |
| 2006 | Black Cat                             | Jenos Hazard                    |                                                 |               |
| 2007 | Peach Girl                            | Toru, Honda                     |                                                 |               |
| 2007 | Suzuka                                | Entrenador                      | Ep. 4                                           |               |
| 2008 | Naruto                                | Yashiro Uchiha, Renga, Hokushin |                                                 |               |
| 2008 | The Third: The Girl with the Blue Eye | Leon                            | Eps. 13, 15                                     |               |
| 2008 | Shin Chan                             | Action Bastard                  | doblaje de Funimation                           |               |
| 2008 | One Piece                             | Helmeppo, Ohm                   |                                                 |               |
| 2008 | Bleach                                | Jin Kariya                      |                                                 |               |
| 2008 | Code Geass                            | Schneizel el Britannia          |                                                 |               |
| 2008 | Tsubasa: Reservoir Chronicle          | Kyle, Kusanagi                  |                                                 |               |
| 2008 | Darker than Black                     | Noviembre 11, Jack Simon        |                                                 |               |
| 2009 | Kurokami: The Animation               |                                 |                                                 |               |
| 2009 | Naruto: Shippuden                     | Yamato, Pain                    |                                                 |               |
| 2009 | Monster                               | Jaromir Lipsky, Heinz           |                                                 |               |
| 2010 | Soul Eater                            | Excalibur, White Star           |                                                 |               |
| 2010 | Mobile Suit Gundam Unicorn            | Syam Vist                       |                                                 | [ 29 ]        |
| 2010 | Slayers Revolution                    | Zuuma                           |                                                 | [ 30 ]        |
| 2010 | Slayers Evolution-R                   | Radok, Zuuma                    |                                                 |               |
| 2010 | Stitch!                               | Ace (Experimento 262)           | Eps. 10, 29–30                                  |               |
| 2010 | Vampire Knight Guilty                 | Akatsuki Kain                   |                                                 | [ 31 ] [ 32 ] |
| 2010 | Eden of the East                      | Ryosuke Morimi                  | También películas relacionadas                  | [ 33 ]        |
| 2011 | Fullmetal Alchemist: Brotherhood      | Greed                           |                                                 |               |
| 2011 | Kekkaishi                             | Madarao, Kaguro, Otros          |                                                 |               |
| 2011 | Marvel Anime                          | Varios personajes               | Series: Iron Man, Wolverine, Blade, X-Men       |               |
| 2012 | Persona 4: The Animation              | Kanji Tatsumi                   | Eps. 1–12                                       | [ 34 ]        |
| 2018 | Baki the Grappler                     | Baki Hanma                      | 2018 ONA                                        |               |

### Animación
| Año           | Serie                                          | Rol | Notas                     | Fuente               |
| ------------- | ---------------------------------------------- | --- | ------------------------- | -------------------- |
| 2006          | Mr. Meaty                                      | Sr. Wink |                           |                      |
| 2010          | Generator Rex                                  | Van Kleiss, Bio-Lobo, Roswell, Otros |                           | [ 34 ] [ 35 ]        |
| 2010          | Scooby-Doo! Mystery Incorporated               | Varios personajes |                           | [ 36 ]               |
| 2010          | The Avengers: Earth's Mightiest Heroes         | Whirlwind, Grey Gargoyle, Clay Quartermain, Blizzard, Constrictor, Robbie Robertson, Ulik, Michael Korvac, Groot, Major Talbot, Eric O'Grady, Otros |                           | [ 34 ]               |
| 2010          | Monster High                                   | Mr. Lou Zarr | Ep. "New Ghoul @ School"  | [ 37 ]               |
| 2011          | G.I. Joe: Renegades                            | Dr. Kurt Schnurr/Airtight | Ep. "The Anaconda Strain" | [ 34 ]               |
| 2011          | Regular Show                                   | Varios personajes |                           | [ 34 ]               |
| 2012          | Ultimate Spider-Man                            | Loki, Hawkeye, Montana, Shocker, Otros |                           | [ 34 ] [ 38 ]        |
| 2012          | NFL Rush Zone: temporada of the Guardians      | Wild Card, Warren, Coach Wildwood, Charles Reynolds                                                                                                 |                           | [ 39 ] [ 40 ]        |
| 2013–presente | Marvel's Avengers Assemble                     | Hawkeye (Clint Barton), Loki, Red Guardian, Otros                                                                                                   |                           | [ 1 ] [ 34 ] [ 41 ]  |
| 2013          | Lego Marvel Super Heroes: Maximum Overload     | Loki | Serie web                 | [ 34 ]               |
| 2014          | Hulk and the Agents of S.M.A.S.H.              | Loki |                           | [ 34 ]               |
| 2014          | Clarence                                       | Troy, Keith Mack, Voz del juego láser | Ep. "Money Broom Wizard"  | [ 42 ]               |
| 2015          | Transformers: Robots in Disguise               | Steeljaw, Vector Prime, Otros |                           | [ 43 ] [ 44 ]        |
| 2015          | Batman Unlimited                               | Joker | Serie web                 | [ 45 ]               |
| 2015          | Lego Marvel Super Heroes: Avengers Reassembled | Hawkeye | Especial de Televisión    | [ 46 ]               |
| 2016          | Guardians of the Galaxy                        | Loki, Hermod |                           | [ 34 ] [ 47 ] [ 48 ] |
| 2016          | Be Cool, Scooby-Doo!                           | Jester |                           | [ 49 ]               |
| 2017          | Justice League Action                          | Hawkman, Jonas Glim, Kanto |                           | [ 50 ] [ 51 ] [ 52 ] |
| 2017          | Ben 10                                         | Lord Decibel |                           | [ 53 ]               |
| TBA           | Young Justice: Outsiders                       | Brion Markov | temporada 3               | [ 54 ]               |
| 2019          | Batman vs Teenage Mutant Ninja Turtles         | Batman, Joker | Película                  |                      |
| 2019          | Amphibia                                       | Captain Grime |                           |                      |

### Largometrajes
| Año  | Título           | Rol                     | Notas                                       | Fuentes |
| ---- | ---------------- | ----------------------- | ------------------------------------------- | ------- |
| 2008 | The Sky Crawlers | Naofumi Tokino          | No acreditado                               |         |
| 2011 | Real Steel       | Bluebot, Midas, Camelot | Roles de voz en películas de acción en vivo |         |
| 2012 | Delhi Safari     | Tiger                   |                                             | [ 34 ]  |

### Películas de vídeo y directas para televisión
| Año    | Título                                                                    | Rol                                          | Notas                                                                      | Fuentes             |
| ------ | ------------------------------------------------------------------------- | -------------------------------------------- | -------------------------------------------------------------------------- | ------------------- |
| 2005   | Especiales de televisión Lupin III                                        | Nabikov ("Dollar")                           | Island of Assassins Crisis in Tokyo The Columbus Files Missed by a Dollar  |                     |
| 2006   | Dragon Ball                                                               | Varios personajes                            | Estrenos de Funimation Dead Zone The World's Strongest Wrath of the Dragon | [ 34 ]              |
| 2006   | Case Closed                                                               | Gin, Otros                                   | The Time Bombed Skyscraper The Fourteenth Target Countdown to Heaven       |                     |
| 2008   | xxxHolic: A Midsummer Night's Dream                                       | Hombre joven                                 |                                                                            |                     |
| 2008   | The Blue Elephant                                                         | Marong, Joven príncipe naresuan, Minchit Sra |                                                                            | [ 34 ]              |
| 2012   | Ben 10: Destroy All Aliens                                                | Padre de Azmuth, estudiante                  |                                                                            | [ 34 ]              |
| 06\|26 | Tales of Vesperia: The First Strike                                       | Yuri Lowell                                  |                                                                            | [ 55 ]              |
| 2012   | Scooby-Doo! Spooky Games                                                  | Sergey Plotnikov                             |                                                                            | [ 34 ]              |
| 2012   | Sengoku Basara: The Last Party                                            | Ishida Mitsunari                             |                                                                            | [ 34 ]              |
| 2013   | Iron Man: Rise of Technovore                                              | Hawkeye (Clint Barton), J.A.R.V.I.S.         |                                                                            | [ 34 ]              |
| 2013   | Lego Batman: The Movie – DC Super Heroes Unite                            | Batman, Two-Face, Brainiac                   |                                                                            | [ 56 ]              |
| 2013   | Scooby-Doo! Stage Fright                                                  | Fantasma, Lance Damon                        |                                                                            | [ 34 ]              |
| 2014   | Batman: Assault on Arkham                                                 | Joker                                        |                                                                            | [ 34 ]              |
| 2014   | Lego DC Comics: Batman Be-Leaguered                                       | Batman                                       |                                                                            | [ 57 ]              |
| 2015   | Lego DC Comics Super Heroes: Justice League vs. Bizarro League            | Batman, Batzarro                             |                                                                            | [ 3 ] [ 34 ] [ 58 ] |
| 2015   | Batman vs. Robin                                                          | Court of Owls Lieutenant                     |                                                                            | [ 59 ]              |
| 2015   | Batman Unlimited: Monster Mayhem                                          | Joker                                        |                                                                            | [ 60 ]              |
| 2015   | Lego DC Comics Super Heroes: Justice League: Attack of the Legion of Doom | Batman                                       |                                                                            | [ 61 ]              |
| 2015   | The Last: Naruto the Movie                                                | Pain                                         |                                                                            | [ 34 ]              |
| 2016   | Lego DC Comics Super Heroes: Justice League: Cosmic Clash                 | Batman                                       |                                                                            | [ 62 ]              |
| 2016   | Lego DC Comics Super Heroes: Justice League: Gotham City Breakout         | Batman                                       |                                                                            | [ 63 ]              |
| 2016   | Batman Unlimited: Mechs vs. Mutants                                       | Joker                                        |                                                                            | [ 64 ]              |
| 2018   | Lego DC Comics Super Heroes: The Flash                                    | Batman                                       |                                                                            | [ 65 ]              |

## Videojuegos
| Año  | Título                                      | Rol                                                                                    | Notas                                                                                                | Fuentes                                                         |
| ---- | ------------------------------------------- | -------------------------------------------------------------------------------------- | --- | --------------------------------------------------------------- |
| 2004 | BloodRayne 2                                | Severin, Kagan                                                                         | | [ 34 ]                                                          |
| 2005 | Fullmetal Alchemist and the Broken Angel    | Outlaw Alchemist                                                                       | | [ 66 ]                                                          |
| 2005 | Brothers in Arms: Road to Hill 30           | Sgt. Matt Baker                                                                        | Primer gran papel del videojuego Agrupados en voz alta                                               | [ 1 ] [ 11 ]                                                    |
| 2005 | Brothers in Arms: Earned in Blood           | Sgt. Matt Baker                                                                        | Agrupados en voz alta                                                                                | [ 1 ] [ 67 ]                                                    |
| 2005 | Æon Flux                                    | Trevor Goodchild, Keller, Svengali, Soldados                                           | | [ 34 ]                                                          |
| 2007 | Trauma Center: New Blood                    | Markus Vaughn                                                                          | No acreditado                                                                                        | [ 69 ]                                                          |
| 2007 | Metroid Prime 3: Corruption                 | Varios Soldados                                                                        | | [ 70 ]                                                          |
| 2008 | Tales of Vesperia                           | Yuri Lowell                                                                            | | [ 34 ] [ 71 ]                                                   |
| 2008 | Brothers in Arms: Hell's Highway            | Matt Baker                                                                             | Agrupados bajo "Voz Talento"                                                                         | [ 72 ]                                                          |
| 2008 | Golden Axe: Beast Rider                     | Axe                                                                                    | | [ 73 ]                                                          |
| 2008 | Quantum of Solace                           | Reparto de apoyo                                                                       | | [ 74 ]                                                          |
| 2008 | Resistance 2                                | Alcalde Richard Blake                                                                  | Agrupados bajo "Voz Talento"                                                                         | [ 75 ]                                                          |
| 2008 | Age of Conan: Hyborian Adventures           | Conan, The Grey Leopard ("Rise of the Godslayer")                                      | También en Age of Conan: Rise of the Godslayer expansion pack                                        | [ 76 ] [ 77 ]                                                   |
| 2008 | Shin Megami Tensei: Persona 4               | Kanji Tatsumi                                                                          | | [ 34 ]                                                          |
| 2009 | Red Faction: Guerrilla                      | Alec Mason                                                                             | | [ 78 ]                                                          |
| 2009 | Prototype                                   | Voces misceláneas                                                                      | | [ 79 ]                                                          |
| 2009 | Star Wars: The Clone Wars – Republic Heroes | Kul Teska                                                                              | | [ 80 ]                                                          |
| 2009 | Marvel Super Hero Squad                     | Segundo soldado de S.H.I.E.L.D., Segundo agente de A.I.M., Civil 3, Chico de entrega   | | [ 81 ]                                                          |
| 2009 | Call of Duty: Modern Warfare 2              | Joseph Allen                                                                           | Agrupados bajo "Voz Talento Adicional"                                                               | [ 82 ]                                                          |
| 2009 | Resident Evil: The Darkside Chronicles      | Otros                                                                                  | | [ 83 ]                                                          |
| 2010 | Darksiders                                  | Abaddon, Straga, Puerta torturada                                                      | | [ 34 ]                                                          |
| 2010 | Army of Two: The 40th Day                   | US Elite                                                                               | | [ 84 ]                                                          |
| 2010 | Final Fantasy XIII                          | Snow Villiers                                                                          | | [ 34 ]                                                          |
| 2010 | Metal Gear Solid: Peace Walker              | Soldados, Extras                                                                       | | [ 34 ]                                                          |
| 2010 | Transformers: War for Cybertron             | Jetfire, Zeta Prime, Otros                                                             | | [ 34 ]                                                          |
| 2010 | Ninety-Nine Nights II                       | Galen                                                                                  | | [ 85 ]                                                          |
| 2010 | Clash of the Titans                         | Hades, Apollo, Soldados                                                                | | [ 34 ]                                                          |
| 2010 | Mafia II                                    | Civilians                                                                              | | [ 86 ]                                                          |
| 2010 | Valkyria Chronicles II                      | Dirk Gassenarl                                                                         | | [ 34 ]                                                          |
| 2010 | Quantum Theory                              | Shiro, Zolf                                                                            | | [ 87 ]                                                          |
| 2010 | Sengoku Basara: Samurai Heroes              | Mitsunari Ishida                                                                       | | [ 88 ]                                                          |
| 2010 | Naruto                                      | Yamato, Pain                                                                           | | [ 34 ] [ 89 ] [ 90 ] [ 91 ]                                     |
| 2010 | Cabela's Dangerous Hunts 2011               | Cole Rainsford                                                                         | | [ 92 ]                                                          |
| 2010 | Fable III                                   | Walla Voice Actors                                                                     | | [ 93 ]                                                          |
| 2010 | Call of Duty: Black Ops                     | Terrance Brooks                                                                        | | [ 34 ]                                                          |
| 2010 | Sonic the Hedgehog                          | Varios personajes                                                                      | | [ 94 ]                                                          |
| 2011 | Knights Contract                            | Johann Faust                                                                           | | [ 34 ]                                                          |
| 2011 | SOCOM 4: U.S. Navy SEALs                    | ClawHammer Comandante, Oficial                                                         | | [ 95 ]                                                          |
| 2011 | Dead or Alive: Dimensions                   | Ryu Hayabusa                                                                           | | [ 34 ]                                                          |
| 2011 | Shadows of the Damned                       |                                                                                        | Interpretó la canción "Take Me to Hell (Broken Dreams)"                                              | [ 96 ]                                                          |
| 2011 | Catherine                                   | Vincent Brooks                                                                         | | [ 34 ] [ 97 ] [ 98 ]                                            |
| 2011 | Disgaea 4: A Promise Unforgotten            | Valvatorez                                                                             | | [ 99 ] [ 100 ] [ 101 ]                                          |
| 2011 | White Knight Chronicles II                  | Scardigne                                                                              | | [ 34 ]                                                          |
| 2011 | Batman: Arkham City                         | Robin (Tim Drake), Two-Face                                                            | Agrupados bajo "Voz sobre Actores" También en el paquete de expansión Harley Quinn's Revenge         | [ 102 ]                                                         |
| 2011 | Kinect Sports: temporada Two                | Comentarista de futbol                                                                 | | [ 103 ]                                                         |
| 2011 | Generator Rex: Agent of Providence          | Bio-Lobo, Van Kleiss                                                                   | | [ 34 ]                                                          |
| 2011 | Saints Row: The Third                       | Voz predeterminada del jugador                                                         | | [ 34 ]                                                          |
| 2011 | Ultimate Marvel vs. Capcom 3                | Nova                                                                                   | Agrupados bajo "Voz Talento"                                                                         | [ 104 ]                                                         |
| 2011 | Infinity Blade II                           | Siris                                                                                  | | [ 105 ]                                                         |
| 2011 | Batman: Arkham City Lockdown                | Robin                                                                                  | Agrupados bajo "Voz sobre Actores"                                                                   | [ 106 ]                                                         |
| 2011 | Star Wars: The Old Republic                 | Zenith, Theron Shan, Otros                                                             | También en varios paquetes de expansión                                                              | [ 34 ] [ 107 ]                                                  |
| 2012 | Final Fantasy XIII-2                        | Snow Villiers                                                                          | | [ 34 ]                                                          |
| 2012 | Binary Domain                               | Charles Gregory                                                                        | También captura de rendimiento                                                                       | [ 34 ]                                                          |
| 2012 | Mass Effect 3                               | Kai Leng                                                                               | | [ 34 ]                                                          |
| 2012 | Armored Core V                              | Migrant AC, Zodiac No. 3, Computer Voice #2                                            | | [ 108 ] [ 109 ]                                                 |
| 2012 | Silent Hill 2 HD                            | James Sunderland                                                                       | | [ 110 ] [ 111 ] [ 112 ]                                         |
| 2012 | Ninja Gaiden 3                              | Ryu Hayabusa                                                                           | | [ 34 ] [ 112 ]                                                  |
| 2012 | Kid Icarus: Uprising                        | Arlon, Pyrrhon                                                                         | | [ 34 ]                                                          |
| 2012 | Kinect Star Wars                            | Civil                                                                                  | | [ 113 ]                                                         |
| 2012 | Starhawk                                    | Rifters, Preso desterrado                                                              | | [ 34 ]                                                          |
| 2012 | Diablo III                                  | Scoundrel                                                                              | También en el paquete de expansión Diablo III: Reaper of Souls                                       | [ 34 ]                                                          |
| 2012 | Dragon's Dogma                              | Pawn, Otros                                                                            | Agrupados bajo "Actores de voz"                                                                      | [ 114 ] [ 115 ] [ 116 ]                                         |
| 2012 | Men in Black: Alien Crisis                  | Peter Delacoeur (Agent P), Sanchez                                                     | | [ 34 ]                                                          |
| 2012 | Sorcery                                     | Dash                                                                                   | | [ 117 ]                                                         |
| 2012 | Tom Clancy's Ghost Recon: Future Soldier    | Ghost 30K, Otros                                                                       | | [ 118 ]                                                         |
| 2012 | Unchained Blades                            | Fang                                                                                   | [ 68 ]                                                                                               | [ 119 ] [ 120 ]                                                 |
| 2012 | Lego Batman 2: DC Super Heroes              | Batman, Two-Face, Sinestro, Brainiac, Hawkman                                          | | [ 34 ]                                                          |
| 2012 | Steel Battalion: Heavy Armor                | Rainer                                                                                 | | [ 121 ]                                                         |
| 2012 | Infex                                       | Baker                                                                                  | | [ 122 ]                                                         |
| 2012 | Darksiders II                               | Draven, The Sleeping Warden, The Phariseer, The Abyssal Forge, The Lost Warden, Legion | | [ 34 ]                                                          |
| 2012 | Transformers: Fall of Cybertron             | Jazz, Jetfire, Kickback                                                                | | [ 34 ]                                                          |
| 2012 | Guild Wars 2                                | Logan Thackeray                                                                        | También en el paquete de expansión Guild Wars 2: Heart of Thorns                                     | [ 123 ] [ 124 ]                                                 |
| 2012 | Resident Evil 6                             | Jake Muller                                                                            | También captura de movimiento                                                                        | [ 34 ] [ 125 ]                                                  |
| 2012 | Skylanders                                  | Sunburn, Brock, Rattle Shake                                                           | Agrupados como "Actores de voz", repeticiones de roles sobre secuelas                                | [ 128 ]                                                         |
| 2012 | Professor Layton and the Miracle Mask       | Voice Actors                                                                           | | [ 129 ]                                                         |
| 2013 | God of War: Ascension                       | Orkos, Multiplayer Announcer, Worker, Prisoner                                         | También captura de movimiento for Orkos                                                              | [ 34 ] [ 130 ]                                                  |
| 2013 | The Walking Dead: Survival Instinct         | Aiden, Walker                                                                          | | [ 34 ]                                                          |
| 2013 | BioShock Infinite                           | Booker DeWitt                                                                          | Also in Burial at Sea expansion pack                                                                 | [ 131 ] [ 132 ] [ 133 ] [ 134 ]                                 |
| 2013 | Injustice: Gods Among Us                    | Nightwing (Dick Grayson), Sinestro, Soldado atlante                                    | Agrupados bajo "Voz Talento"                                                                         | [ 135 ]                                                         |
| 2013 | Metro: Last Light                           | Voz en inglés                                                                          | | [ 136 ]                                                         |
| 2013 | Unearthed: Trail of Ibn Battuta             | Reparto de voz en inglés                                                               | | [ 137 ]                                                         |
| 2013 | Marvel Heroes                               | Nova (Richard Rider), Deadpool the Kid                                                 | | [ 34 ]                                                          |
| 2013 | The Last of Us                              | Joel                                                                                   | También captura de movimiento También en el paquete de expansión Left Behind                         | [ 138 ] [ 139 ] [ 140 ] [ 134 ] [ 141 ] [ 142 ] [ 143 ] [ 144 ] |
| 2013 | Saints Row IV                               | El presidente de los Estados Unidos de América (voz masculina por defecto)             | | [ 34 ] [ 145 ]                                                  |
| 2013 | Infinity Blade III                          | Siris                                                                                  | | [ 105 ] [ 146 ]                                                 |
| 2013 | Lego Marvel Super Heroes                    | Fandral, Groot, Hawkeye, J.A.R.V.I.S, Loki, Caballero de la Luna, Mago                 | Agrupados bajo "VO Talent"                                                                           | [ 147 ] [ 148 ]                                                 |
| 2013 | Batman: Arkham Origins                      | Joker                                                                                  | También en el juego de compañíaBatman: Arkham Origins Blackgate                                      | [ 149 ] [ 150 ] [ 151 ]                                         |
| 2014 | Lightning Returns: Final Fantasy XIII       | Snow Villiers                                                                          | | [ 34 ]                                                          |
| 2014 | Infamous Second Son                         | Delsin Rowe                                                                            | También captura de movimiento También en el paquete de expansión Infamous First Light expansion pack | [ 34 ] [ 152 ] [ 153 ]                                          |
| 2014 | WildStar                                    | Deadeye Brightland, Kevo, Hombre exiliado                                              | | [ 112 ] [ 154 ] [ 155 ]                                         |
| 2014 | Transformers: Rise of the Dark Spark        | Jazz, Jetfire, Kickback                                                                | | [ 34 ]                                                          |
| 2014 | Lichdom: Battlemage                         | Dragon                                                                                 | | [ 156 ] [ 157 ] [ 158 ]                                         |
| 2014 | Disney Infinity                             | Hawkeye, Loki                                                                          | | [ 159 ]                                                         |
| 2014 | Middle-earth: Shadow of Mordor              | Talión                                                                                 | También captura de movimiento                                                                        | [ 160 ] [ 161 ] [ 162 ]                                         |
| 2014 | Call of Duty: Advanced Warfare              | Jack Mitchell                                                                          | También captura de movimiento y semejanza                                                            | [ 163 ] [ 164 ] [ 165 ] [ 166 ]                                 |
| 2014 | Lego Batman 3: Beyond Gotham                | Batman (Bruce Wayne), Batman of Zur-En-Arrh, Batman (Terry McGinnis), Music Meister    | | [ 34 ] [ 167 ] [ 168 ] [ 169 ]                                  |
| 2014 | World of Warcraft: Warlords of Draenor      | Gul'dan                                                                                | | [ 170 ] [ 171 ]                                                 |
| 2014 | Far Cry 4                                   | Pagan Min                                                                              | | [ 153 ] [ 165 ] [ 166 ] [ 172 ] [ 173 ] [ 174 ]                 |
| 2014 | Tales from the Borderlands                  | Rhys, Tommy                                                                            | | [ 175 ]                                                         |
| 2014 | The Crew                                    | Alex Taylor                                                                            | | [ 176 ]                                                         |
| 2015 | Infinite Crisis                             | Superman                                                                               | | [ 177 ] [ 178 ] [ 179 ]                                         |
| 2015 | Mortal Kombat X                             | Erron Black, Fujin, Shinnok                                                            | | [ 180 ] [ 181 ]                                                 |
| 2015 | Lego Jurassic World                         | Velociraptor Handler                                                                   | Agrupados en Voz                                                                                     | [ 182 ]                                                         |
| 2015 | Batman: Arkham Knight                       | Arkham Knight, Two-Face                                                                | | [ 183 ] [ 184 ] [ 185 ] [ 186 ]                                 |
| 2015 | Metal Gear Solid V: The Phantom Pain        | Ocelot                                                                                 | También captura facial                                                                               | [ 187 ] [ 188 ]                                                 |
| 2015 | Lego Dimensions                             | Batman                                                                                 | | [ 189 ] [ 190 ] [ 191 ] [ 192 ]                                 |
| 2016 | Uncharted 4: A Thief's End                  | Sam Drake                                                                              | También captura de movimiento                                                                        | [ 193 ] [ 194 ] [ 195 ]                                         |
| 2016 | Batman: The Telltale Series                 | Bruce Wayne/Batman, Thomas Wayne                                                       | | [ 196 ]                                                         |
| 2016 | Master of Orion: Conquer the Stars          | Asesor de Klackon, Emperador Psilon                                                    | | [ 197 ]                                                         |
| 2016 | Batman: Arkham VR                           | Jason Todd                                                                             | | [ 34 ]                                                          |
| 2016 | World of Final Fantasy                      | Snow Villiers                                                                          | | [ 34 ]                                                          |
| 2017 | Lone Echo                                   | ECHO ONE/"Jack"                                                                        | | [ 198 ]                                                         |
| 2017 | Batman: The Enemy Within                    | Bruce Wayne/Batman, Goon 3                                                             | | [ 34 ] [ 199 ]                                                  |
| 2017 | Uncharted: The Lost Legacy                  | Sam Drake                                                                              | | [ 34 ]                                                          |
| 2017 | Middle-earth: Shadow of War                 | Talión                                                                                 | También director de captura de rendimiento                                                           | [ 200 ] [ 201 ] [ 202 ] [ 203 ]                                 |
| 2018 | God of War                                  | Magni                                                                                  | | [ 34 ]                                                          |
| 2019 | Mortal Kombat 11                            | Erron Black, Shinnok                                                                   | |                                                                 |
| 2019 | Final Fantasy Dissidia NT                   | Snow Villiers                                                                          | |                                                                 |
| 2019 | Death Stranding                             | Higgs Monahan                                                                          | También captura de movimiento                                                                        | [ 204 ]                                                         |
| 2020 | The Last of Us Part II                      | Joel                                                                                   | También captura de movimiento                                                                        | [ 205 ]                                                         |
| 2020 | Fortnite                                    | Agente Jonesy / John Jones                                                             | | [ 206 ]                                                         |
| 2020 | Marvel's Avengers                           | Bruce Banner / Hulk                                                                    | Tamién captura de movimiento                                                                         |                                                                 |
| 2020 | Marvel's Spider-Man: Miles Morales          | Simon Krieger                                                                          | También captura de movimiento                                                                        |                                                                 |
| 2022 | Metal Hellsinger                            | Paz                                                                                    | Coprotagonista y Narrador                                                                            |                                                                 |
| 2024 | Indiana Jones y el Gran Círculo             | Indiana Jones                                                                          | |                                                                 |
| 2026 | Grand Theft Auto VI                         | Jason                                                                                  | |                                                                 |

### Otros roles de voz
| Año  |                        |                      |  |  |
| ---- | ---------------------- | -------------------- |  |  |
| 2005 | Race Car Driver        | Anunciador, Narrador |  |  |
| 2023 | The Last of Us Podcast | Presentador          |  |  |

### Acción real
| Año  | Título                                   | Rol            | Notas                           | Fuentes                         |
| ---- | ---------------------------------------- | -------------- | ------------------------------- | ------------------------------- |
| 2006 | Striking Range (inicialmente Bloodlines) | Brice Billings | Papel protagonista del debut    | [ 207 ] [ 208 ] [ 209 ] [ 210 ] |
| 2008 | Comanche Moon                            | Pea Eye Parker |                                 | [ 211 ]                         |
| 2008 | The Imposter                             | Jerome         | También productor               | [ 212 ] [ 213 ] [ 214 ]         |
| 2013 | Shelf Life                               | El novio       | Episodio: "Night Terrors"       | [ 215 ]                         |
| 2016 | The Phoenix Incident                     | Ryan Stone     |                                 | [ 216 ] [ 217 ] [ 218 ] [ 219 ] |
| 2023 | The Last Of Us                           | James          | Episodio: "When We Are in Need" |                                 |

## Discografía
Álbumes de estudios
- Random Thoughts on a Paper Napkin (2004, con Tripp Fontaine)
- Sitting in the Fire (2014)
- Moving Around Bias (2017, con Window to the Abbey)

Como solista
- "Burning Out" (2004, con Tripp Fontaine)
- "My Religion" (2013)
- "Merry Christmas" (2015)
- "Water into Wine" (2017, con Window to the Abbey)
- "The Promise" (2017, con Window to the Abbey)

Canciones de videojuegos
- "Will the Circle Be Unbroken?" (2013) – en BioShock Infinite
- "Cold, Cold Heart" (2013) – en Batman: Arkham Origins[220][221]

## Premios y nominaciones
| Año  | Premio | Trabajo nominado                                                                       | Resultado |
| ---- | --- | -------------------------------------------------------------------------------------- | --------- |
| 2011 | National Academy of Video Game Trade Reviewers (NAVGTR) Award for Lead Performance in a Drama                               | Catherine                                                                              | [ 98 ]    |
| 2012 | Behind the Voice Actors (BTVA) Voice Acting Award for Voice Actor of the Year                                               |                                                                                        | [ 222 ]   |
| 2012 | BTVA Anime Dub Award for Voice Actor for the Year                                                                           |                                                                                        | [ 223 ]   |
| 2012 | BTVA Anime Dub Award for Best Male Lead Vocal Performance in an Anime Movie/Special                                         | Yuri Lowell in Tales of Vesperia: The First Strike                                     | [ 224 ]   |
| 2013 | NAVGTR award for Lead Performance in a Drama                                                                                | The Last of Us                                                                         | [ 143 ]   |
| 2013 | VGX Award for Best Voice Actor                                                                                              | The Last of Us                                                                         | [ 134 ]   |
| 2013 | VGX Award for Best Voice Actor                                                                                              | BioShock Infinite                                                                      | [ 133 ]   |
| 2013 | VGX Award for Best Song in a Game                                                                                           | “Will the Circle Be Unbroken” (from Bioshock Infinite, performed with Courtnee Draper) | [ 134 ]   |
| 2013 | New York Videogame Critics Circle Award for Great White Way Award for Best Overall Acting (Combines Male and Female Acting) | The Last of Us                                                                         | [ 142 ]   |
| 2013 | Play Legit's Best of 2013 for Best Actor                                                                                    | The Last of Us                                                                         | [ 140 ]   |
| 2013 | BTVA Voice Acting Award for Voice Actor of the Year                                                                         |                                                                                        | [ 225 ]   |
| 2013 | BTVA Voice Acting Award for Best Male Vocal Performance in a Video Game                                                     | The Joker in Batman: Arkham Origins                                                    | [ 226 ]   |
| 2013 | BTVA Voice Acting Award for Best Male Vocal Performance in a Video Game                                                     | Joel in The Last of Us                                                                 | [ 226 ]   |
| 2014 | D.I.C.E. Award for Outstanding Character Performance                                                                        | Joel in The Last of Us                                                                 | [ 144 ]   |
| 2014 | BAFTA Games Award for Best Performer                                                                                        | The Last of Us                                                                         | [ 141 ]   |
| 2014 | The Game Award for Best Performance                                                                                         | Talión in Middle-earth: Shadow of Mordor                                               | [ 162 ]   |
| 2014 | NAVGTR Award for Lead Performance in a Drama                                                                                | Delsin Rowe in Infamous Second Son                                                     | [ 227 ]   |
| 2015 | NAVGTR Award for Lead performance in a comedy                                                                               | Rhys in Tales from the Borderlands                                                     | [ 228 ]   |
| 2015 | D.I.C.E. Award for Outstanding Achievement in Character                                                                     | Pagan Min in Far Cry 4                                                                 | [ 153 ]   |
| 2015 | D.I.C.E. Award for Outstanding Achievement in Character                                                                     | Delsin Rowe in Infamous Second Son                                                     | [ 153 ]   |
| 2015 | D.I.C.E. Award for Outstanding Achievement in Character                                                                     | Talión en Middle-earth: Shadow of Mordor                                               | [ 160 ]   |
| 2015 | BAFTA Games Award al mejor intérprete                                                                                       | Far Cry 4                                                                              | [ 174 ]   |